# Mainarde
Le Mainarde sono un gruppo montuoso situato a cavallo del Lazio (provincia di Frosinone) e del Molise (provincia di Isernia), parte più meridionale dei Monti della Meta, a loro volta compresi nei Monti Marsicani.

## Descrizione

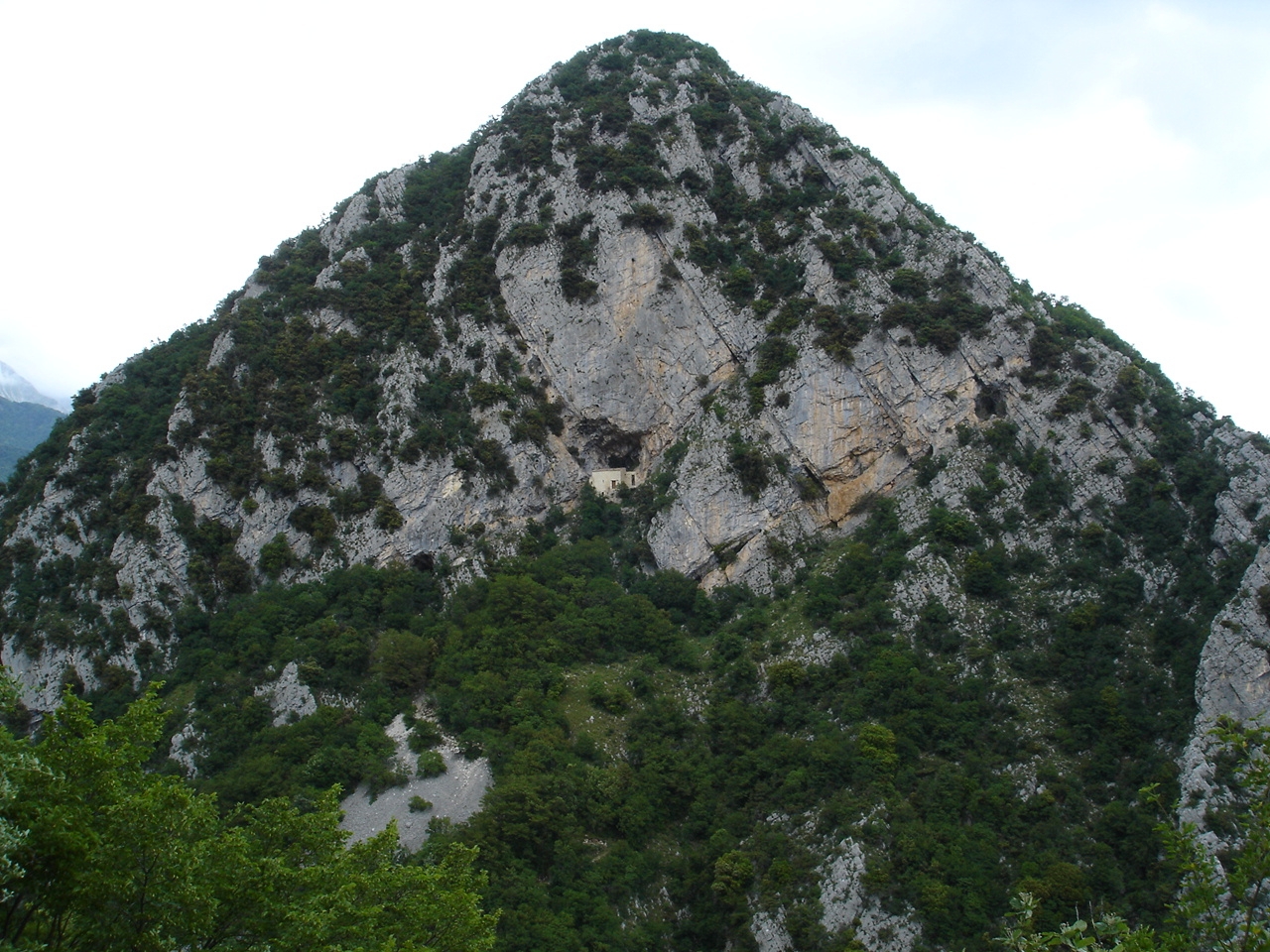
Monte San Michele

### Origini del nome

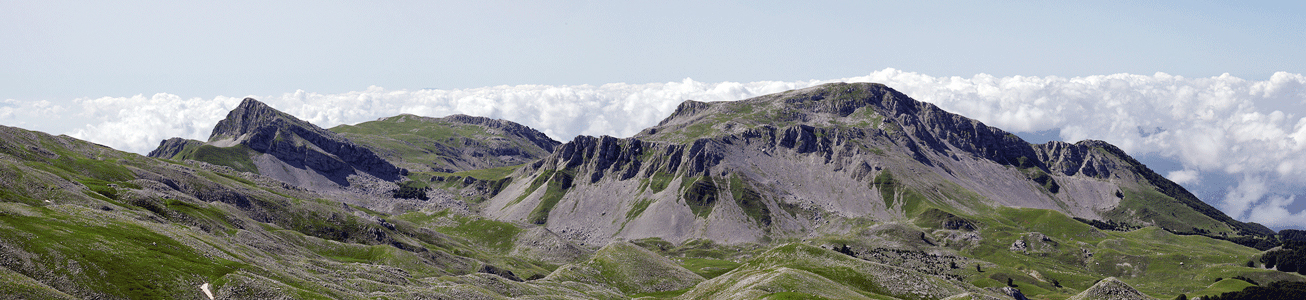
Monte Cavallo e Monte Forcellone

L'etimologia è oscura. Non è escluso che il nome "maìnu", che potrebbe derivare dalla base prelatina "mag" e dal termine  "magino", abbia prodotto il toponimo "Mainarde".
In origine il nome Mainarde, spesso legato senza alcuna attestazione al germanico, sembrava indicare esclusivamente la piccola località di Case Mainarde, così come riportato dalle carte dell'Istituto Geografico Militare, in territorio di Vallerotonda (FR).

### Denominazione
L'uso tradizionale dell'oronimo è riproposto nelle carte dell'Istituto Geografico Militare che lo applica ai rilievi più esterni dei Monti della Meta, quelli che dal Monte Cavallo e dal Monte Mare degradano progressivamente verso Vallerotonda (FR) e la valle del fiume Rapido-Gari e verso Scapoli (IS) e Cerasuolo (IS) e la valle del fiume Volturno che ivi nasce. Settore Mainarde è il nome che le amministrazioni del Parco nazionale d'Abruzzo, Lazio e Molise danno alla parte del territorio della riserva in provincia di Isernia, che comprende i territori di Castel San Vincenzo, Pizzone, Rocchetta al Volturno, Scapoli e Filignano inclusi nel 1990 tramite D.P.R.

### Geomorfologia

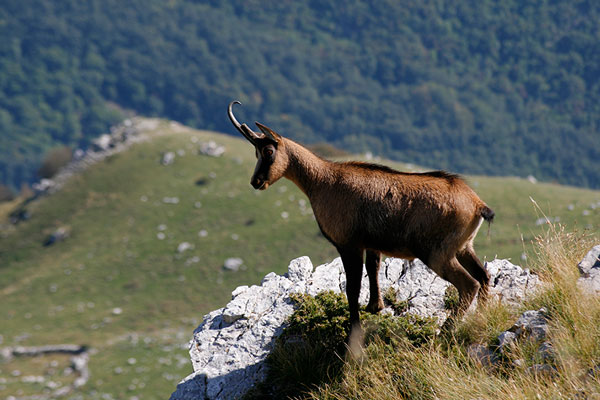
Camoscio sul Monte Mare

Non è definito un confine geologico preciso tra le due catene montuose (qualcuno segna il confine al Passo dei Monaci ai piedi meridionali del Monte Meta): è certo solo che le Mainarde non rientrano nel territorio regionale dell'Abruzzo, ma molti le ritengono del Molise. Sono le montagne in cui la presenza dell'uomo per il clima meno rigido era stanziale (abitazioni e coltivi in quota) e non stagionale e pastorale come per i Monti della Meta.

### Cime principali
- Monte a Mare (2160 m)
- Monte La Metuccia (2105 m)
- Monte Coste dell’Altare (2075 m)
- Monte Cavallo (2039 m)
- Monte Forcellone (2030 m)
- Monte Mare (2020 m)
- Cima a Mare (2014 m)
- Monte Cappello del Prete (2013 m)
- Monte Ferruccia (2005 m)
- Monte Marrone (1805 m)
- Monte San Michele